# Починок (Новоуральський міський округ)
Почи́нок (рос. Починок) — присілок у складі Новоуральського міського округу Свердловської області.
Населення — 1067 осіб (2010, 1302 у 2002).
Національний склад станом на 2002 рік: росіяни — 87 %.